# سعد الصغير
سعد الصُغير (30 يناير 1970 -)، مغني شعبي وممثل مصري.

## عن حياته
اشتهر بأغنيته «هتجوز»، وهي من أغانيه التي لاقت استحسان عديدين.
في الوقت نفسه تم انتقاده من عدد من النقاد ولاقت بعض أغنياته اتهامات بكونها قد تحمل تلميحات وصفها البعض بـ المسفة.[بحاجة لمصدر]في 12 مارس 2025، تم الإفراج عن الفنان المصري سعد الصغير بعد انتهاء فترة عقوبته في السجن، التي كانت على خلفية اتهامه بحيازة مواد مخدرة لدى وصوله إلى مطار القاهرة الدولي قادمًا من الولايات المتحدة. وقد جاء الإفراج وسط تداول أنباء عن سحب عضويته من نقابة المهن الموسيقية، ما أثار جدلًا واسعًا بين جمهور الفنان ومتابعيه.

### ترشحه لرئاسة الجمهورية
قرر سعد الصغير ترشحه لرئاسة جمهورية مصر العربية في شهر أبريل 2012 قبل غلق باب الترشح لعدة أيام وذهب إلي مقر اللجنة العليا للأنتخابات بمصر الجديدة لكي يسحب الأوراق ويسأل عن الأوراق الناقصة  وعن برنامجه الانتخابى، قال سعد 

## أعماله

### الأفلام
- 2017:امان يا صاحبي
- 2016: 30 يوم في العز
- 2013: عش البلبل
- 2012: حصل خير
- 2012: الآنسة مامي (ضيف شرف)
- 2011: شارع الهرم
- 2010: ولاد البلد
- 2009: ابقى قابلني
- 2009: البيه رومانسي
- 2006: عليا الطرب بالتلاتة
- 2006: قصة الحي الشعبي
- 2006: لخمة راس

### المسلسلات
- 2020: ولاد إمبابة
- 2018: 30 ليلة وليلة
- 2016: الكيف
- 2014: دلع بنات
- 2014: عفاريت محرز
- 2011: أنا وبابا - سيت كوم ضيف شرف
- 2008: راجل وست ستات (ج3) - سيت كوم
- 2006: آن الأوان
- 2006: مبروك جالك قلق

### البرامج
- 2013: من غير زعل
- 2014: سعد وسعد

### الفوازير
- 2007: عفاريت مراتي

## وصلات خارجية
- سعد الصغير على موقع IMDb (الإنجليزية)
- سعد الصغير على موقع الدهليز
- سعد الصغير على موقع قاعدة بيانات الأفلام العربية
- سعد الصغير على موقع ديسكوغز (الإنجليزية)
- سعد الصغير على موقع قاعدة بيانات الفيلم (الإنجليزية)